# Andreas Müller (Richter)
Andreas Müller (* 5. Juli 1961 in Meppen) ist ein ehemaliger deutscher Jugendrichter am Amtsgericht in Bernau bei Berlin.

## Leben und Wirken
Müller stammt aus dem Emsland; seine Eltern führten eine Bäckerei in Meppen. Über Bruder und Vater schrieb er: „Der eine kiffte, der andere soff.“ Heute lebt er in Glienicke/Nordbahn. Er ist geschieden und hat zwei Töchter.
1981 legte Müller sein Abitur am Gymnasium Marianum in Meppen ab.
Nach dem Jura-Studium und anschließendem Referendariat in Berlin wurde Andreas Müller 1994 Richter im Land Brandenburg, zunächst als abgeordneter Richter aus Münster (Nordrhein-Westfalen) in Frankfurt (Oder) und Strausberg. Von 1997 bis zu seiner Pensionierung 2025 war Müller am Amtsgericht in Bernau bei Berlin als Richter tätig, die meiste Zeit davon ausschließlich als Jugendrichter.
Bundesweites Aufsehen erregte er, als im Jahr 2000 bekannt wurde, dass er neben harten Arreststrafen Neo-Nazis als Bewährungsauflage das Tragen von Springerstiefeln, die er als Waffen einstufte, untersagte. Ebenso ließ er eine 15-Jährige, die öffentlich den Hitlergruß zeigte, eine Moschee in Berlin-Kreuzberg besuchen und mit jungen Türken zusammen Döner essen. Seit dieser Zeit ist Müller häufig zu Gast in Fernsehsendungen zum Thema Jugendgewalt, wie Hart aber fair und Anne Will, sowie bei Vortragsveranstaltungen.
2002 ließ er sich von der PDS als parteiloser Kandidat für ein Direktmandat bei der Bundestagswahl 2002 im Bundestagswahlkreis Märkisch-Oderland – Barnim II aufstellen. Den Wahlkreis gewann die SPD-Kandidatin Petra Bierwirth. In der taz äußerte er danach allerdings: „Im Übrigen stand ich die letzten 20 Jahre ohnehin den Grünen bzw. den Linken in der SPD näher.“
2004 entstand eine 30-minütige Dokumentation über seine Arbeit für den Fernsehsender Phoenix.
2010 berichtete die Die Welt, dass in Bernau bei Berlin – früher einer der Neonazi-Hochburgen Brandenburgs – seit Jahren kein Verbrechen mit rechtsextremem Hintergrund mehr verübt worden sei, und brachte diesen Umstand in direkten Zusammenhang mit Müllers Urteilen.
Am 8. September 2013 stellte er in der Ausgabe Tatort U-Bahn – machtlos gegen Jugendgewalt? der Sendung Günther Jauch sein erstes Buch Schluss mit der Sozialromantik vor. Ursprünglich sollte es den Titel Springerstiefel, Cannabis und Depressionen erhalten. Es ist stark autobiografisch gehalten; darin erinnert er immer wieder an Kirsten Heisigs Erfolgstitel Das Ende der Geduld.
Müller war ein Freund und Mitstreiter der 2010 verstorbenen Juristin Kirsten Heisig, die ihn in ihrem posthum erschienenen Buch Das Ende der Geduld – Konsequent gegen jugendliche Gewalttäter besonders hervorhebt.
Müller gilt als „Abschrecker“ und „Querulant im Namen der Gerechtigkeit“.

## Cannabis
Im September 2015 veröffentlichte Müller sein zweites Buch, Kiffen und Kriminalität, in dem er sich einem seiner großen Themen, der Legalisierung von Cannabis, widmet.
Im September 2019 setzte Müller zwei Strafverfahren wegen Besitzes von geringen Mengen Cannabis aus. Er erklärte, dass er alle Regelungen des Betäubungsmittelgesetzes für verfassungswidrig hält, die den unerlaubten Verkehr mit Cannabisprodukten strafbar machen. Am 20. April 2020 verkündete Müller, dass er auf Grundlage dieser Fälle eine 140-seitige Vorlage an das Bundesverfassungsgericht geschickt habe, damit es die Verfassungsmäßigkeit überprüft. Im Oktober 2020 stellte die Staatsanwaltschaft Frankfurt (Oder) beim Amtsgericht Bernau einen Befangenheitsantrag gegen Müller, weil er sich gegen das Cannabisverbot einsetzt. Dieser wurde abgelehnt. Die Staatsanwaltschaft legte sofortige Beschwerde beim zuständigen Landgericht ein. Auch das Landgericht Frankfurt/Oder entschied, dass Müller nicht befangen sei.
Im April 2022 wirkte Müller auf dem Lied „Entkriminalisierung Sofort“ des Mannheimer Rappers GReeeN mit.

## Position
Andreas Müller fordert von der Justiz die Einführung einer Generalprävention bezogen auf Jugendliche, die zeitnahe Verurteilung und den „Erziehungsrichter“. Er engagiert sich ebenfalls für die Freigabe von Cannabis und wehrt sich gegen die Behauptung, es sei eine Einstiegsdroge. Dieses Engagement begründet er nicht zuletzt mit der Alkoholsucht seines verstorbenen Vaters und der Heroinabhängigkeit seines vier Jahre älteren Bruders. In der Gesprächssendung phoenix persönlich korrigierte er den Moderator und sagte nicht die Heroinsucht, sondern die Cannabis-Kriminalisierung sei es gewesen. Weiterhin ist er Vorstandsmitglied beim LEAP (Law Enforcement Against Prohibition) Deutschland e. V., welcher sich für die Legalisierung von Drogen einsetzt.

## Kritik
Kritik an Müllers Positionen erfolgte vor allem aus den Reihen der Deutschen Vereinigung für Jugendgerichte und Jugendgerichtshilfen (DVJJ). So bezeichnete Theresia Höynck Müllers Vorschlag eines „Erziehungsrichters“ als „Laiensicht“. Der Kriminologe Christian Pfeiffer nannte das Werk „Gruselliteratur“. Der Psychologe Manfred Günther verriss den Titel umfänglich. Der Kriminologe Wolfgang Heinz differenzierte gleichwohl, konfrontierte aber Müllers Thesen mit dem Forschungsstand und fand für die zentralen Behauptungen keine Belege und plädierte deshalb dafür, die Aus- und Fortbildung von Jugendrichtern von einer Soll- (§ 37 JGG) in eine Muss-Vorschrift hochzustufen.

## Schriften
- (mit Carsten Tergast): Schluss mit der Sozialromantik. Ein Jugendrichter zieht Bilanz. Herder, Freiburg 2013, ISBN 978-3-451-30909-0.
- (mit Carsten Tergast): Kiffen und Kriminalität. Der Jugendrichter zieht Bilanz. Herder, Freiburg 2015, ISBN 978-3-451-31276-2.

## TV-Beitrag
- Ein Richter gegen Neonazis: Rechtradikale unter Kontrolle, Kontraste 5. Oktober 2000